# Artikel 91b des Grundgesetzes für die Bundesrepublik Deutschland
Artikel 91b des Grundgesetzes der Bundesrepublik Deutschland ermächtigt den Bund und die Länder, auf Grund von Vereinbarungen in Fällen überregionaler Bedeutung bei der Förderung von Wissenschaft, Forschung und Lehre zusammenwirken. Art. 91b GG ist ein Artikel des Abschnitts VIIIa des Grundgesetzes der Bundesrepublik Deutschland, der die Gemeinschaftsaufgaben und die Verwaltungszusammenarbeit von Bund und Ländern regelt.

## Normierung
(2) Bund und Länder können auf Grund von Vereinbarungen zur Feststellung der Leistungsfähigkeit des Bildungswesens im internationalen Vergleich und bei diesbezüglichen Berichten und Empfehlungen zusammenwirken.

## Erläuterung
Die Norm regelt eine Ausnahme zu den verfassungsrechtlichen Grundsätzen der getrennten, eigenverantwortlichen Aufgabenwahrnehmung (Art. 30, 83 ff. GG) und der gesonderten, aufgabenakzessorischen Lastentragung (insbesondere Konnexitätsprinzip in Art. 104a Abs. 1 GG). Nach Art. 91b Abs. 1 und 2 GG können Bund und Länder in bestimmten Bereichen der Wissenschaftsförderung und des Bildungswesens aufgrund von Vereinbarungen zusammenwirken und damit eine sogenannte Gemeinschaftsaufgabe wahrnehmen.
Art. 91b GG ist eine vergleichsweise „politische“ Verfassungsbestimmung, denn ihre Anwendung setzt zum einen voraus, dass sich Bund und Länder über eine Zusammenarbeit im Wissenschaftsbereich einigen; zum anderen eröffnet die Vorschrift, soweit eine politische Einigung erzielt werden kann, große politische Spielräume, denn Einigungen, die zwischen Bund und allen Ländern im Anwendungsbereich des Art. 91b GG getroffen werden, können von niemandem (etwa vor dem Bundesverfassungsgericht) angegriffen werden.
Zuletzt reformiert wurde der Art. 91b GG durch ein verfassungsänderndes Gesetz vom 23. Dezember 2014. Geändert wurde dabei allerdings nur der erste Absatz der Norm, während die übrigen Bestandteile unverändert blieben.